# Giro dell'Emilia 1989
Il Giro dell'Emilia 1989, settantaduesima edizione della corsa, si svolse il 30 settembre 1989 su un percorso di 231 km. La vittoria fu appannaggio del sovietico Dmitrij Konyšev, che completò il percorso in 6h08'00", precedendo l'italiano Maurizio Fondriest e lo svizzero Mauro Gianetti.

## Ordine d'arrivo (Top 10)
| Pos. | Corridore           | Squadra                   | Tempo    |
| ---- | ------------------- | ------------------------- | -------- |
| 1    | Dmitrij Konyšev     | Alfa Lum-STM              | 6h08'00" |
| 2    | Maurizio Fondriest  | Del Tongo-Mele Val di Non | s.t.     |
| 3    | Mauro Gianetti      | Helvetia-La Suisse        | s.t.     |
| 4    | Tony Rominger       | Château d'Ax Salotti      | s.t.     |
| 5    | Yvon Madiot         | Toshiba                   | s.t.     |
| 6    | Stefano Della Santa | Pepsi Cola-Alba Cucine    | s.t.     |
| 7    | Gilles Delion       | Helvetia-La Suisse        | s.t.     |
| 8    | Ennio Salvador      | Gewiss-Bianchi            | s.t.     |
| 9    | Ivan Ivanov         | Alfa Lum-STM              | s.t.     |
| 10   | Davide Cassani      | Gewiss-Bianchi            | s.t.     |